# فخار تل اليهودية

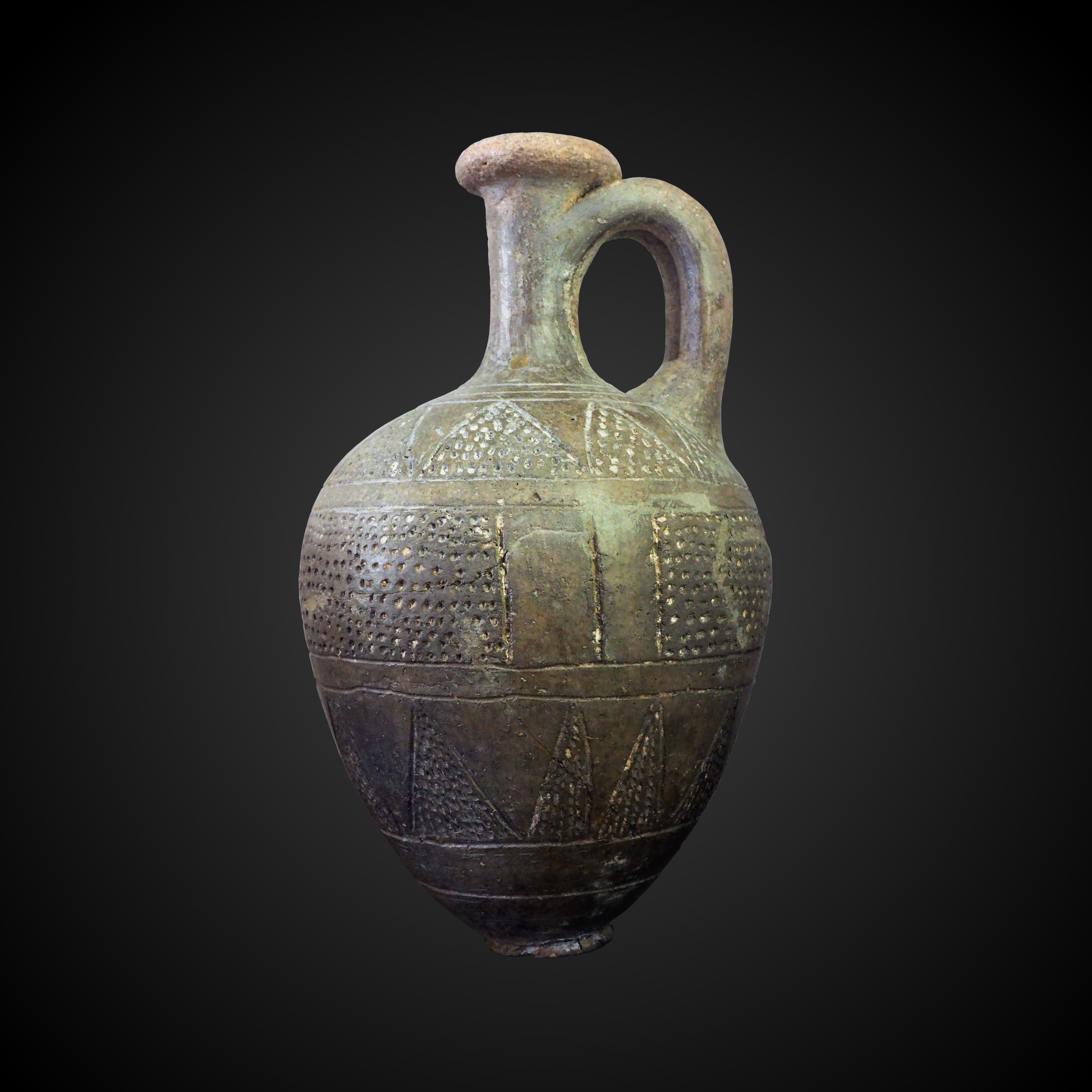
إبريق بيضاوي بزخرفة مملوءة بطبقة بيضاء مميزة لأسلوب فخار تل اليهودية. عثر عليه بيير مونتيه في مقبرة جبيل في عام 1923م، معروض في متحف اللوفر.

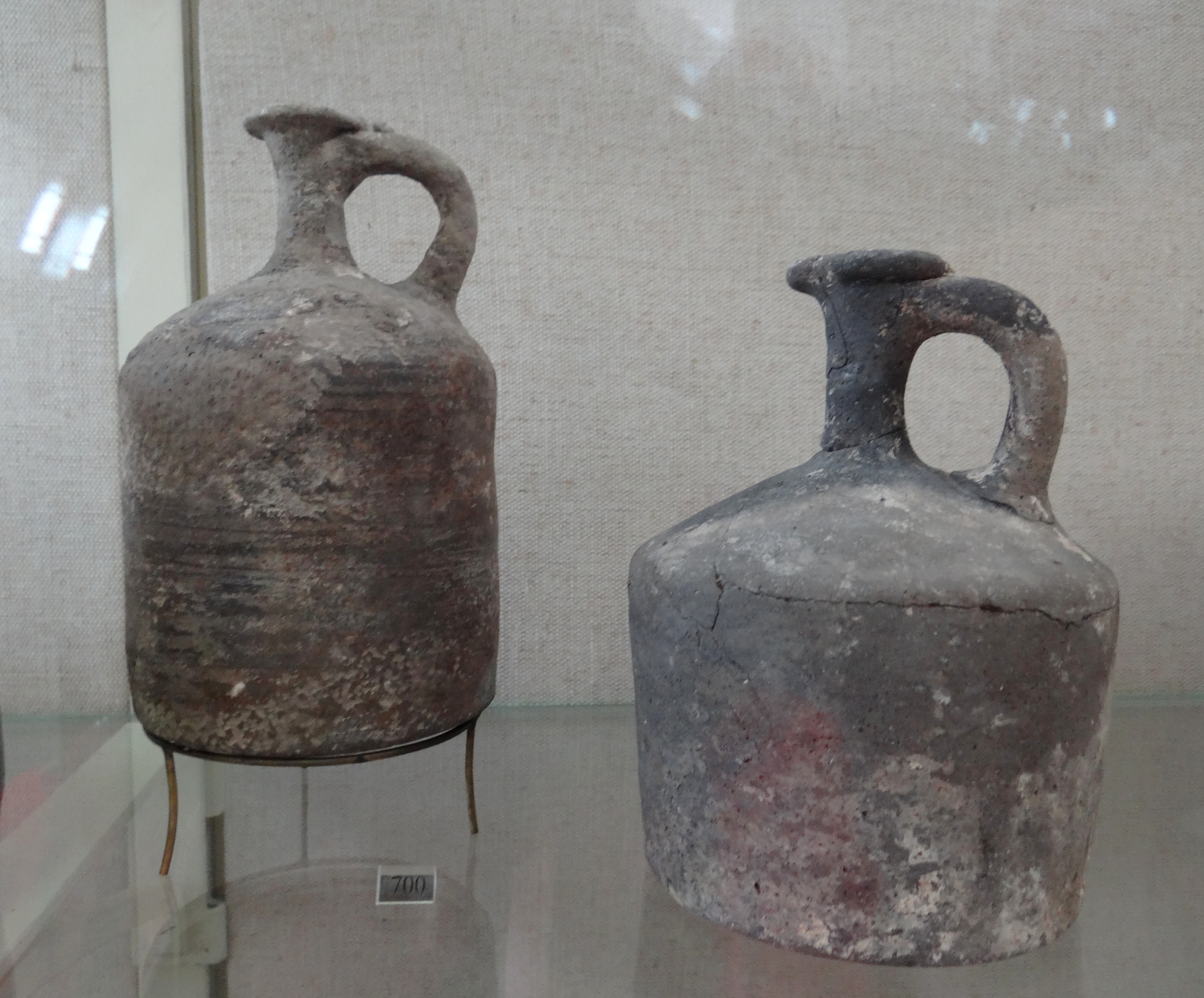
جرار تل اليهودية. متحف روكفلر إسرائيل

فخار تل اليهودية أو أواني تل اليهودية ( Tell el-Yahudiyeh Ware اختصارًا TEY) هو نوع مميز من الفخار يعود لأواخر العصر البرونزي الأوسط / الفترة الانتقالية الثانية . أخذ هذا الفخار اسمه من موقع اكتشافه أول مرة في تل اليهودية في شرق دلتا النيل في مصر ، كما يوجد في عدد كبير من المواقع المشرقية والقبرصية كذلك. ميزه أول مرة باعتبارها لقية تمييزية السير فليندرز بيتري في أثناء أعمال التنقيب التي أجراها في موقع تل اليهودية.
ظهرت هذه الفخاريات لأول مرة في طبقات تعود إلى العصر البرونزي المتوسط 2 أ (2000- 1750 ق.م MBA II A ) ووصلت إلى ذروة شعبيتها في العصر البرونزي المتوسط 2 ب-ج (1750 - 1550ق.م MBA II B.C) إذ عثر عليها بشكل متكرر في المواقع الكنعانية ومواقع الدلتا العائدة لتلك الفترات . وانقرضت آخر آثار هذا الفخار خلال العصر البرونزي المتأخر 1 (1550 - 1400ق.م LBA I).
تشكل بقايا تل اليهودية مؤشرا تشخيصيا مفيدا للغاية للعصر البرونزي المتوسط 2 ب (1750 - 1560ق.م MBA II B)على وجه الخصوص. في دلتا النيل، يُعتقد في كثير من الأحيان أنه يمثل علامة على وجود الغزاة الهكسوس .
يرى العديد من خبراء الفخاريات أن شكل إبريق تل اليهودية يرتكز بقوة على تقاليد صناعة الفخار الكنعانية السابقة، ويمكن إرجاعه إلى النماذج الأولية السابقة مثل الأبريق من القبر أ في أريحا . 

## الخامة والتقنية
عادةً في فخار تل اليهودية ما استخدم طينًا رماديًا أو بنيًا فاتحًا اللون، مع الكثير من الشوائب الرملية.

## زخرفة
تتميز أواني تل اليهودية بأسلوبها المميز في الزخرفة، والذي يُطبق بعد التمليس والتلميع، ويجري إنشاؤه عن طريق "وخز" سطح الوعاء بشكل متكرر بجسم حاد صغير لإنشاء مجموعة كبيرة ومتنوعة من التصميمات الهندسية على شكل خطوط، وحزوز، ومثلثات، ومربعات، ونادراً جداً دوائر. وغالبًا ما يكون لأواني تل اليهودية سطح داكن (يتراوح اللون المصقول من الأسود البني إلى الرمادي إلى الأصفر)، وغالبًا ما يتم ملء الثقوب المتعددة بالطباشير أو الجير، فتجعل المادة البيضاء المتباينة تصميم السطح أكثر دراماتيكية.

## مورفولوجيا

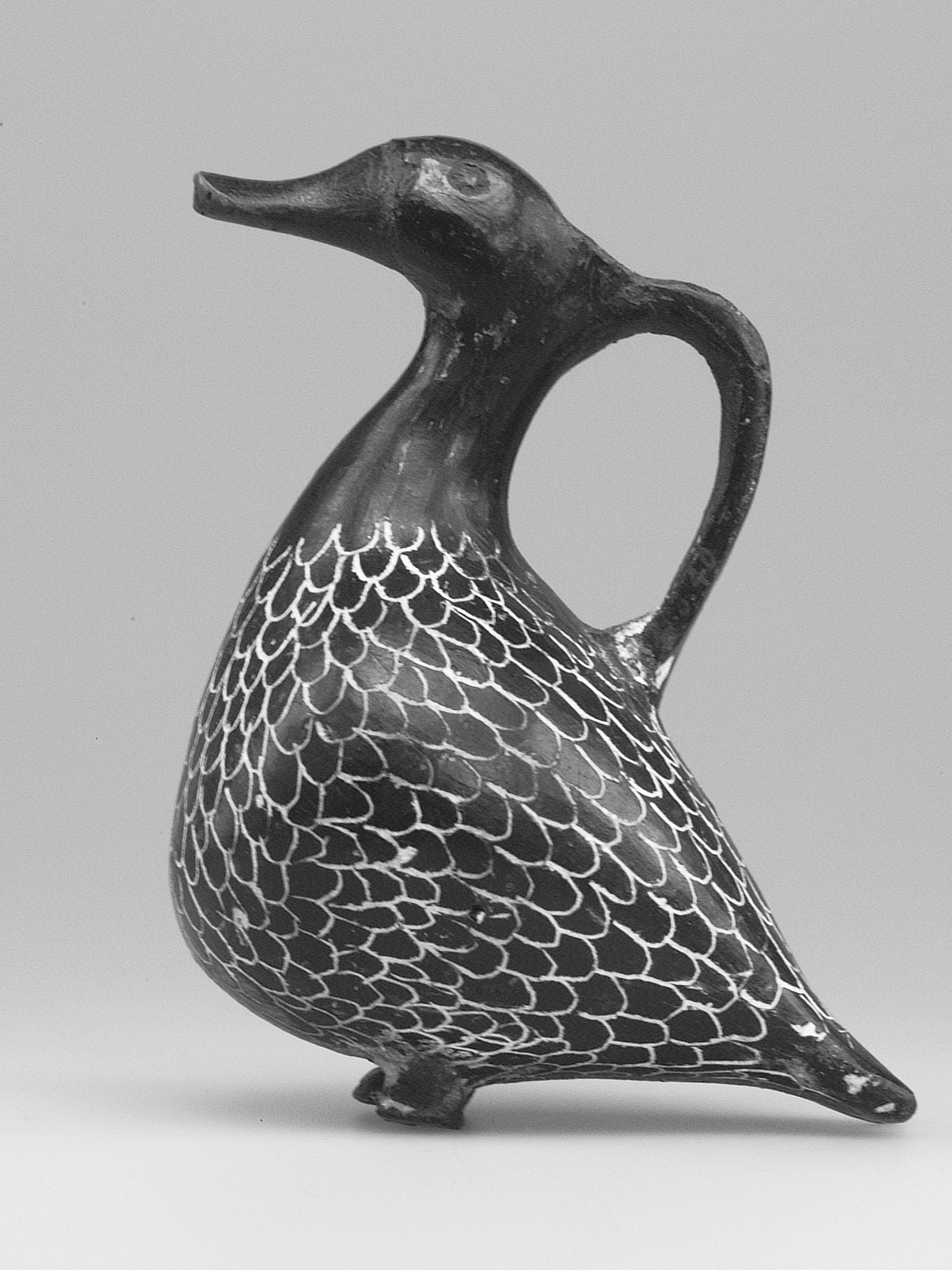
مزهرية على شكل بطة ، طيبة، الدير البحري، مقبرة إيوي. حوالي 1700 ق.م

تظهر أواني تل اليهودية في المقام الأول على شكل جرار صغيرة، ولكنها تتضمن كذلك مجموعة كبيرة ومتنوعة من الأوعية على شكل حيوانات وحتى بعضها على شكل فاكهة.

## توزع
أواني تل اليهودية موجودة بشكل جيد في وادي النيل حتى النوبة (وإن كان بشكل أساسي في دلتا النيل الشرقية)، والجزء الجنوبي من كنعان، والساحل الشمالي لكنعان، والسواحل الفينيقية والسورية وجزيرة قبرص.

## هوامش
1. ↑  روت عميران (1970), Ancient Pottery of the Holy Land, Rutgers University Press, p. 120.